# 355
| 355                |
| ------------------ |
| Dødsfald - Fødsler |
|                    |

| Gregoriansk kalender | 355 CCCLV               |
| Ab urbe condita      | 1108                    |
| Armensk kalender     | I/T                     |
| Kinesiske kalender   | 3051 – 3052 甲寅 – 乙卯 |
| Etiopisk kalender    | 347 – 348               |
| Jødisk kalender      | 4115 – 4116             |
| Hindukalendere       |                         |
| - Vikram Samvat      | 410 – 411               |
| - Shaka Samvat       | 277 – 278               |
| - Kali Yuga          | 3456 – 3457             |
| Iransk kalender      | 267 BP – 266 BP         |
| Islamisk kalender    | 275 BH – 274 BH         |

Se også 355 (tal)